# 约尔格·孔策
约尔格·孔策（德語：Jörg Kunze，1968年3月20日—），德国前男子手球运动员。他曾代表德国国家队参加2000年夏季奥林匹克运动会手球比赛，结果队伍获得第五名。